# 2016年リオデジャネイロオリンピックの香港選手団
2016年リオデジャネイロオリンピック香港選手団は、2016年8月5日から8月21日にかけてブラジルのリオデジャネイロで開催された2016年リオデジャネイロオリンピックの香港選手団である。

## メダル
今大会のメダル獲得者はいない。

## 種目別選手

### 陸上
女子マラソン
- 姚潔貞 39位

男子走り幅跳び
- 陳銘泰 17位

### バドミントン
男子シングルス
- 胡贇 ラウンド16
- 伍家朗 ラウンド16

女子シングルス
- 葉姵延 グループステージ敗退

女子ダブルス
- 潘楽恩/謝影雪 グループステージ敗退

混合ダブルス
- 李普照/周凱華 グループステージ敗退

### 自転車

#### ロードレース
男子ロードレース
- チェン・キンロー 完走ならず

#### トラック
女子スプリント
- 李慧詩 6位

女子ケイリン
- 李慧詩 7位

男子オムニアム
- 梁峻榮 11位

女子オムニアム
- 刁小娟 12位

#### マウンテンバイク
男子クロスカントリー
- 陳振興　32位

### フェンシング
男子フルーレ
- 張家朗 ラウンド16

女子フルーレ
- 連寶香 ラウンド32

女子エペ
- 江旻憓 ラウンド16

### ゴルフ
女子
- 陳芷澄 37位

### ボート
男子ダブルスカル
- 鄧超萌/趙顯臻 19位

女子ダブルスカル
- 李嘉文/李婉賢 16位

### セーリング
男子RS:X
- 鄭俊樑 8位

女子RS:X
- 盧善琳 17位

### 水泳
男子50m自由形
- 謝旻樹 32位

女子50m自由形
- 鄭莉梅 44位

女子100m自由形
- 鄭莉梅 24位

女子200m自由形
- 鄭莉梅 29位
- 何詩蓓 13位

女子100m背泳ぎ
- 江忞懿 32位
- 劉彥恩 19位

女子200m背泳ぎ
- 劉彥恩 18位

女子4×100mメドレーリレー
- 歐鎧淳/鄭莉梅/江忞懿/施幸余 14位

### 卓球
男子シングルス
- 唐鵬 3回戦敗退
- 黄鎮廷 4回戦敗退

男子団体
- 唐鵬/黄鎮廷/何鈞傑 ベスト8

女子シングルス
- 杜凱琹 4回戦敗退
- 李皓晴 4回戦敗退

女子団体
- 杜凱琹/李皓晴/帖雅娜 ベスト8